# Jenny Klitch
Jenny Klitch, née le 19 avril 1965, est une joueuse de tennis américaine, professionnelle dans les années 1980.
En 1984, elle a joué le 3e tour à Roland-Garros (battue par Carling Bassett), sa meilleure performance en simple dans une épreuve du Grand Chelem.
Jenny Klitch a remporté un tournoi WTA pendant sa carrière.

## Palmarès

### Titre en simple dames
| No | Date       | Nom et lieu du tournoi        | Catégorie   | Dotation | Surface    | Finaliste      | Score    |          |
| -- | ---------- | ----------------------------- | ----------- | -------- | ---------- | -------------- | -------- | -------- |
| 1  | 02-01-1984 | Ginny of Nashville, Nashville | VS Tour C1+ | 50 000 $ | Dur (int.) | Pam Teeguarden | 6-2, 6-1 | Parcours |

### Finale en simple dames
| No | Date       | Nom et lieu du tournoi    | Catégorie | Dotation | Surface      | Vainqueure   | Score    |          |
| -- | ---------- | ------------------------- | --------- | -------- | ------------ | ------------ | -------- | -------- |
| 1  | 08-12-1986 | Brazilian Open, São Paulo |           | 50 000 $ | Terre (ext.) | Vicki Nelson | 6-2, 7-6 | Parcours |

### Titre en double dames
Aucun

### Finale en double dames
Aucune

## Parcours en Grand Chelem

### En simple dames
| Année | Open d'Australie (janvier) | Open d'Australie (janvier) | Internationaux de France | Internationaux de France | Wimbledon       | Wimbledon      | US Open         | US Open       | Open d'Australie (décembre) | Open d'Australie (décembre) |
| ----- | -------------------------- | -------------------------- | ------------------------ | ------------------------ | --------------- | -------------- | --------------- | ------------- | --------------------------- | --------------------------- |
| 1982  | n/a                        | n/a                        | 2e tour (1/32)           | Brigitte Simon           | 1er tour (1/64) | B. Hallquist   | 1er tour (1/64) | Iva Budařová  | -                           | -                           |
| 1983  | n/a                        | n/a                        | 2e tour (1/32)           | Hana Mandlíková          | 1er tour (1/64) | Betsy Nagelsen | 1er tour (1/64) | Gretchen Rush | -                           | -                           |
| 1984  | n/a                        | n/a                        | 3e tour (1/16)           | Carling Bassett          | 2e tour (1/32)  | Yvonne Vermaak | 2e tour (1/32)  | Pam Shriver   | -                           | -                           |
| 1985  | n/a                        | n/a                        | 1er tour (1/64)          | Elise Burgin             | 1er tour (1/64) | A. Villagrán   | 1er tour (1/64) | Isabel Cueto  | -                           | -                           |

À droite du résultat, l’ultime adversaire.

### En double dames
| Année | Open d'Australie (janvier) | Open d'Australie (janvier) | Internationaux de France      | Internationaux de France      | Wimbledon                     | Wimbledon                 | US Open                       | US Open                    | Open d'Australie (décembre) | Open d'Australie (décembre) |
| ----- | -------------------------- | -------------------------- | ----------------------------- | ----------------------------- | ----------------------------- | ------------------------- | ----------------------------- | -------------------------- | --------------------------- | --------------------------- |
| 1982  | n/a                        | n/a                        | -                             | -                             | -                             | -                         | 1er tour (1/32) T. Mochizuki  | J. Goodling Vicki Nelson   | -                           | -                           |
| 1983  | n/a                        | n/a                        | 1er tour (1/32) Strachonova   | A. M. Fernández Nancy Yeargin | 1er tour (1/32) Patty Fendick | D. Balestrat Betty Stöve  | 2e tour (1/16) R. Tomanová    | A. Temesvári Virginia Wade | -                           | -                           |
| 1984  | n/a                        | n/a                        | 1er tour (1/32) Catrin Jexell | L. Antonoplis Kim Jones       | 1er tour (1/32) Catrin Jexell | Henricksson Nancy Yeargin | 1er tour (1/32) Catrin Jexell | R. Fairbank C. Reynolds    | -                           | -                           |
| 1985  | n/a                        | n/a                        | -                             | -                             | 1er tour (1/32) C. Vanier     | Iva Budařová M. Skuherská | -                             | -                          | -                           | -                           |

Sous le résultat, la partenaire ; à droite, l’ultime équipe adverse.

### En double mixte
N'a jamais participé à un tableau final.

## Classements WTA

### Classements en simple en fin de saison
| Année | 1986 | 1987 | 1988 |
| Rang  | 158  | 175  | 333  |

Source : (en) « Classements de Jenny Klitch », sur le site officiel du WTA Tour

### Classements en double en fin de saison
| Année | 1986 | 1987 |
| Rang  | 349  | 181  |

Source : (en) « Classements de Jenny Klitch », sur le site officiel du WTA Tour